# Rybianka (Łomno)
Rybianka część wsi Łomno położona w  województwie świętokrzyskim w powiecie starachowickim w gminie Pawłów.
W latach 1975–1998 miejscowość administracyjnie należała do województwa kieleckiego.